# Берново (озеро)
Берно́во (бел. Бярно́ва) — озеро в Городокском районе Витебской области.
Озеро расположено в бассейне реки Оболь в 3 км к западу от деревни Вировля. 
Площадь озера составляет 2,8 км², длина — 3,5 км, наибольшая ширина — 1,62 км. Максимальная глубина озера — 10,9 м. 
Водосбор (57,6 км²) пологоволнистый и среднехолмистый. Котловина озера ложбинного типа, вытянута с северо-востока на юго-запад. Склоны котловины высотой от 5 до 25 м покрыты кустарников, частично распаханы. Берега низкие, песчаные, в северной части озера заболочены. Длина береговой линии составляет 10,2 км. Береговая линия слабо извилистая, образует небольшие заливы и мысы.
Мелководье узкое с песчаным дном. Глубины до 2 м занимают около 12 % площади озера. Глубже дно покрыто опесчаненым и глинистым илом.
На озере 4 острова общей площадью около 0,1 га. Озеро эвтрофное, проточное. В Берново впадает река Вировлянка и 4 ручья, вытекает река Берновка (правый приток Чернавки). Ширина прибрежной надводной растительности 3—40 м, подводной — до 150 м.
У озера расположены деревни Берново, Зазерье, Загузье.
В озере Берново обитают щука, лещ, плотва, густера, окунь, линь, уклейка, ёрш.